# Comparettia
Comparettia – rodzaj roślin z rodziny storczykowatych (Orchidaceae). Obejmuje 80 gatunków występujących w Ameryce Środkowej i Południowej w takich krajach jak: Belize, Boliwia, Brazylia, Kolumbia, Kostaryka, Kuba, Dominikana, Ekwador, Salwador, Gujana Francuska, Gwatemala, Haiti, Honduras, Jamajka, Meksyk, Nikaragua, Panama, Peru, Portoryko, Wenezuela.

## Systematyka
Rodzaj sklasyfikowany do podplemienia Oncidiinae w plemieniu Cymbidieae, podrodzina epidendronowe (Epidendroideae), rodzina storczykowate (Orchidaceae), rząd szparagowce (Asparagales) w obrębie roślin jednoliściennych.
Wykaz gatunków
- Comparettia acebeyae (R.Vásquez & Dodson) M.W.Chase & N.H.Williams
- Comparettia alexii (Szlach., Kolan. & Oledrz.) J.M.H.Shaw
- Comparettia amboroensis (R.Vásquez & Dodson) M.W.Chase & N.H.Williams
- Comparettia auriculata (Rchb.f.) M.W.Chase & N.H.Williams
- Comparettia barkeri (Lindl.) M.W.Chase & N.H.Williams
- Comparettia bennettii M.W.Chase & N.H.Williams
- Comparettia bigibbosa (Königer) J.M.H.Shaw
- Comparettia blankei (Senghas) M.W.Chase & N.H.Williams
- Comparettia brevis (Schltr.) M.W.Chase & N.H.Williams
- Comparettia campoverdei (D.E.Benn. & Christenson) M.W.Chase & N.H.Williams
- Comparettia carinata (Rolfe) M.W.Chase & N.H.Williams
- Comparettia chiribogae (Dodson) M.W.Chase & N.H.Williams
- Comparettia coccinea Lindl.
- Comparettia coimbrae (Dodson & R.Vásquez) M.W.Chase & N.H.Williams
- Comparettia corydaloides (Kraenzl.) M.W.Chase & N.H.Williams
- Comparettia crucicornibus (Senghas, D.E.Benn. & Christenson) M.W.Chase & N.H.Williams
- Comparettia delcastilloi (D.E.Benn. & Christenson) M.W.Chase & N.H.Williams
- Comparettia ecalcarata (Determann) M.W.Chase & N.H.Williams
- Comparettia embreei (Dodson) M.W.Chase & N.H.Williams
- Comparettia equitans (Schltr.) M.W.Chase & N.H.Williams
- Comparettia falcata Poepp. & Endl.
- Comparettia frymirei (Dodson) M.W.Chase & N.H.Williams
- Comparettia gentryi (Dodson) M.W.Chase & N.H.Williams
- Comparettia granizoi (Königer) M.W.Chase & N.H.Williams
- Comparettia hauensteinii (Königer) M.W.Chase & N.H.Williams
- Comparettia heterophylla (Rchb.f.) M.W.Chase & N.H.Williams
- Comparettia hirtzii (Dodson) M.W.Chase & N.H.Williams
- Comparettia ignea P.Ortiz
- Comparettia jamiesonii (Lindl. & Paxton) M.W.Chase & N.H.Williams
- Comparettia janeae (Dodson & R.Vásquez) M.W.Chase & N.H.Williams
- Comparettia kerspei (Senghas) M.W.Chase & N.H.Williams
- Comparettia kroemeri (R.Vásquez & Dodson) M.W.Chase & N.H.Williams
- Comparettia langkastii (Senghas) M.W.Chase & N.H.Williams
- Comparettia langlassei (Schltr.) M.W.Chase & N.H.Williams
- Comparettia larae (Dodson & R.Vásquez) M.W.Chase & N.H.Williams
- Comparettia latipetala (C.Schweinf.) M.W.Chase & N.H.Williams
- Comparettia limatamboensis (Dodson & R.Vásquez) M.W.Chase & N.H.Williams
- Comparettia luerae (Dodson) M.W.Chase & N.H.Williams
- Comparettia macroplectron Rchb.f. & Triana
- Comparettia × maloi I.Bock
- Comparettia markgrafii (Friedrich) M.W.Chase & N.H.Williams
- Comparettia micrantha (Poepp. & Endl.) M.W.Chase & N.H.Williams
- Comparettia minuta (Garay & Dunst.) M.W.Chase & N.H.Williams
- Comparettia mirthae (Königer) M.W.Chase & N.H.Williams
- Comparettia moroniae D.E.Benn. & Christenson
- Comparettia neudeckeri (Königer) M.W.Chase & N.H.Williams
- Comparettia newyorkorum (R.Vásquez, Ibisch & I.G.Vargas) M.W.Chase & N.H.Williams
- Comparettia oliverosii (Königer) M.W.Chase & N.H.Williams
- Comparettia ottonis (Klotzsch) M.W.Chase & N.H.Williams
- Comparettia pacensium (Senghas & Leferenz) M.W.Chase & N.H.Williams
- Comparettia palatina (Senghas, C.Lang & Kast) M.W.Chase & N.H.Williams
- Comparettia paniculata (C.Schweinf.) M.W.Chase & N.H.Williams
- Comparettia papillosa (D.E.Benn. & Christenson) M.W.Chase & N.H.Williams
- Comparettia paraguaensis (Garay & Dunst.) M.W.Chase & N.H.Williams
- Comparettia penduliflora (Senghas & Thiv) M.W.Chase & N.H.Williams
- Comparettia peruvioides M.W.Chase & N.H.Williams
- Comparettia portillae (Königer) M.W.Chase & N.H.Williams
- Comparettia pulchella Schltr.
- Comparettia rauhii (Senghas) M.W.Chase & N.H.Williams
- Comparettia romansii (Dodson & Garay) M.W.Chase & N.H.Williams
- Comparettia rubriflora (Senghas) M.W.Chase & N.H.Williams
- Comparettia saccata Poepp. & Endl.
- Comparettia schaeferi (Senghas) M.W.Chase & N.H.Williams
- Comparettia seegeri (Senghas, Leferenz & I.Bock) M.W.Chase & N.H.Williams
- Comparettia serrilabia (C.Schweinf.) M.W.Chase & N.H.Williams
- Comparettia sillarensis (Dodson & R.Vásquez) M.W.Chase & N.H.Williams
- Comparettia sotoana Pupulin & G.Merino
- Comparettia speciosa Rchb.f.
- Comparettia splendens Schltr.
- Comparettia stenochila (Lindl.) M.W.Chase & N.H.Williams
- Comparettia suareziorum (Kolan., Szlach. & Mystkowska) J.M.H.Shaw
- Comparettia thivii (Senghas) M.W.Chase & N.H.Williams
- Comparettia topoana (Dodson) M.W.Chase & N.H.Williams
- Comparettia tuerckheimii (Schltr.) M.W.Chase & N.H.Williams
- Comparettia tungurahuae (Dodson) M.W.Chase & N.H.Williams
- Comparettia vallyana Collantes & G.Gerlach
- Comparettia variegata (Cogn.) M.W.Chase & N.H.Williams
- Comparettia vasquezii (Dodson & M.W.Chase) M.W.Chase & N.H.Williams
- Comparettia williamsii (Dodson) M.W.Chase & N.H.Williams
- Comparettia wuerstlei (Senghas) M.W.Chase & N.H.Williams